# مقاطعة رالز (ميزوري)
مقاطعة رالز (بالإنجليزية: Ralls County)‏ هي إحدى المقاطعات في ولاية ميزوري في الولايات المتحدة الأمريكية.

## أعلام
- هنري وايز وود